# Boukary Adji
Boukary Adji (Tanout, 1939 — Niamey, 4 de juliol de 2018) fou un polític nigerí, que exercí de primer ministre del Níger entre el 30 de gener i el 21 de desembre del 1996.